# Antena
Antena v splošnem  označuje elektronsko komponento, namenjeno oddajanju ali sprejemanju radijskih valov (elektromagnetnega valovanja), torej pretvarja spremembe električnega napetosti in toka, ki jih  pošilja radijski oddajnik, v elektromagnetno valovanje in obratno. 
Običajno je oddajna antena zgrajena iz prevodne snovi, ki je namenjena oddajanju (sevanju) elektromagnetnega polja pod vplivom spreminjajočega se električnega toka. V sprejemni anteni pa se pod vplivom elektromagnetnega polja inducira izmenični tok.
Poznamo dve različni vrsti anten: 
- Oddajne antene so povezane z električnim poljem elektromagnetnega valovanja in jih sestavlja raven odsek žice, po katerem električni naboj potuje naprej in nazaj (električni dipol).
- Sprejemne antene so povezane z magnetnim poljem elektromagnetnega valovanja in so v obliki tuljav ali zank (magnetni dipol).

Antena se priklopi na oddajnik z antenskim kablom.
Antene tako služijo za oddajanje in prejemanje elektromagnetnega delovanja, se pa med seboj razlikujejo glede na različne načine, kako to počno. Glede na obliko tega sevanja se v splošnem lahko antene razdeli na tri skupine:
- usmerjene, ki sevajo in prejemajo le iz točno določene smeri, kamor je pač antena obrnjena, primer takšne je recimo krožnik antena
- sektor, ki seva in prejema v nekem razponu, recimo 30 stopinj na levo in desno glede na smer (oziroma 60 stopinj skupno), kamor je usmerjena
- omni, ki seva naokrog, 360 stopinj in tako pokriva največje področje

Pri slednjih dveh tipih anten se koti gledajo na horizontalno (vzporedno z Zemljino površino) sevanje in prejemanje, saj se po navadi želi pokriti nek prostor z njimi. Pri obeh tipih pa je treba paziti tudi na razpon sevanja in prejemanja vertikalno, ki je po navadi približno 5 stopinj v vsako smer (oziroma 10 stopinj skupno).

## Smernost (Directivity)
Smernost antene (D) je faktor povečanja gostote pretoka moči v želeni smeri prostora ob nespremenjeni moči oddajnika. Smernost je razmerje, ki pove koliko je primer z usmerjeno anteno bolj usmerjen od primera z neusmerjeno (izotropno) anteno. 
Izotropna antena je teoretični (fizično neizvedljiv) koncept, ki se uporablja kot referenca za opisovanje realnih anten. Izotropna antena enakomerno seva na vse strani, torej je njena smernost enaka 1 oziroma 0 dBi. Sevalni diagram izotropne antene se prikaže kot krogla v središču katere je izotropni sevalni element.

## Dobitek (Gain)
Z razponom sevanja in prejemanja (oziroma v splošnem obliki sevanja in prejemanja) je povezana tudi mera skoncentriranosti oziroma usmerjenosti antene, dobitek. Moč oddajanja se z različnimi tipi anten ne spreminja (ta je odvisna od oddajalnika), spreminja se le, kako se to oddajanje razporeja oziroma usmerja.
Mera za to je dobitek, ki pove razmerje med jakostjo sevanja v neki smeri na neki oddaljenosti te antene in hipotetične isotropične (točkovne) antene (ki enako seva v vse smeri). Meri se v decibelih, oznaka je dBi (decibeli glede na isotropično anteno), možna pa je tudi oznaka dBd (decibeli glede na dipolno anteno). Torej večji dobitek pove, da je antena bolj usmerjena. V splošnem so tudi antene, ki so namenjene pokrivanju širšega območja, recimo omni, usmerjene, a to na račun razpona sevanja in prejemanja v horizontalni smeri. Zato dobitek nikakor ni mera, katera antena je boljša ali slabša, ampak je le ena izmed lastnosti antene, ki se izbere glede na želje in potrebe.
Dobitki pogosto uporabljanih zunanjih anten za WiFi omrežja se gibljejo med 5 dBi do 15 dBi, za določene usmerjene antene pa tudi čez 20 dBi.

## Smerni sevalni diagram
Vsaka reala antena seva več energije v eno kot ostale smeri, kar se grafično opiše s sevalnim diagramom.    
Smerni sevalni diagram ali krajše smerni diagram je odziv antene na valovanja iz določene smeri oziroma relativna gostota moči valovanja prenesena preko antene v določeni smeri. Ker je antena recipročni element, sta ta diagrama identična.    
Meritev sevalnega diagrama običajno poteka v daljnem polju. Za nekatere velike antene pa lahko tudi v bližnjem polju in se ga potem preračuna.   
Sevalni diagram je grafična predstavitev relativne moči polja oddajne antene v odvisnosti od kota. Običajno je predstavljen kot tridimenzionalni graf ali graf v polarnem koordinatnem sistemu v horizontalnem ali vertikalnem preseku.

## Širina glavnega snopa
Širina glavnega snopa je po definiciji 3 dB razpon glavnega snopa sevalnega diagrama.

## Polarizacija
Pri anteni je pomembna tudi njena polarizacija, kar določa orientacijo električnega polja v elektromagnetnem sevanju glede na Zemljino površino. Najpogosteje je ta horizontalna ali vertikalna. Pomembno je, da so antene glede tega usklajene, saj je prenos podatkov med neusklajenimi veliko slabši. Možna je tudi krožna polarizacija, ki je primerna za premikajoče se antene, saj ni nikoli popolnoma v neskladju.

## Frekvenčno območje
Za WiFi se uporablja antene za 2,4 GHz in 5 GHz frekvenčni območji. Katero izmed njiju se uporablja, je odvisno od tega, kaj podpira WiFi router in seveda tudi odjemalci, ki se bodo na omrežje prijavljali. Daleč najpogostejša je še vedno uporaba 2,4 GHz.